# Jasmin Wöhr
Jasmin Wöhr (ur. 21 sierpnia 1980 w Tybindze) – niemiecka tenisistka. Zawodniczka praworęczna z oburęcznym bekhendem.
Jasmin zaczęła grać w tenisa w wieku 4 lat. Mając 16 lat, wygrała swój jedyny turniej singlowy w cyklu ITF. W grze podwójnej wygrała 23 turnieje w cyklu ITF oraz odniosła cztery zwycięstwa w turniejach z cyklu WTA. 23 lipca 2007 roku osiągnęła swoją najlepszą pozycję w rankingu deblowym − 46. miejsce.

## Finały turniejów WTA
| Legenda                     | Legenda |
| --------------------------- | ------- |
| Wielki Szlem                |         |
| Igrzyska olimpijskie        |         |
| WTA Tour Championships      |         |
| 1988 – 2008                 |         |
| Kategoria I                 |         |
| Kategoria II                |         |
| Kategoria III               |         |
| Kategoria IV                |         |
| Kategoria V                 |         |
| 2009 – 2020                 |         |
| WTA Premier Mandatory       |         |
| WTA Premier 5               |         |
| WTA Premier                 |         |
| WTA International Series    |         |
| WTA 125K series (2012–2020) |         |

### Gra podwójna
| Końcowy wynik | Nr | Data             | Turniej   | Nawierzchnia | Partnerka        | Przeciwniczki                                  | Wynik finału   |
| ------------- | -- | ---------------- | --------- | ------------ | ---------------- | ---------------------------------------------- | -------------- |
| Finalistka    | 1. | 16 czerwca 2002  | Wiedeń    | Ceglana      | Barbara Schwartz | Petra Mandula Patricia Wartusch                | 2:6, 4:6       |
| Zwyciężczyni  | 1. | 14 lipca 2002    | Bruksela  | Ceglana      | Barbara Schwartz | Tathiana Garbin Arantxa Sánchez Vicario        | 6:2, 0:6, 6:4  |
| Zwyciężczyni  | 2. | 29 lutego 2004   | Bogota    | Ceglana      | Barbara Schwartz | Anabel Medina Garrigues Arantxa Parra Santonja | 6:1, 6:3       |
| Finalistka    | 2. | 26 lutego 2006   | Bogota    | Ceglana      | Ágnes Szávay     | Gisela Dulko Flavia Pennetta                   | 6:7, 1:6       |
| Finalistka    | 3. | 5 listopada 2006 | Hasselt   | Twarda       | Eleni Daniilidu  | Lisa Raymond Samantha Stosur                   | 2:6, 3:6       |
| Finalistka    | 4. | 30 września 2007 | Seul      | Twarda       | Eleni Daniilidu  | Chuang Chia-jung Hsieh Su-wei                  | 2:6, 2:6       |
| Finalistka    | 5. | 11 stycznia 2008 | Hobart    | Twarda       | Eleni Daniilidu  | Anabel Medina Garrigues Virginia Ruano Pascual | 2:6, 4:6       |
| Zwyciężczyni  | 3. | 31 lipca 2010    | Stambuł   | Twarda       | Eleni Daniilidu  | Marija Kondratjewa Vladimíra Uhlířová          | 6:4, 1:6, 11-9 |
| Finalistka    | 6. | 24 kwietnia 2011 | Stuttgart | Ceglana      | Kristina Barrois | Sabine Lisicki Samantha Stosur                 | 1:6, 6:7       |
| Zwyciężczyni  | 4. | 12 czerwca 2011  | Kopenhaga | Twarda       | Johanna Larsson  | Kristina Mladenovic Katarzyna Piter            | 6:3, 6:3       |

## Wygrane turnieje rangi ITF

### Gra pojedyncza
|    | Rok  | Turniej | Kat. | Naw.     | Finalista        | Wynik    |
| 1. | 1996 | Buchen  | ITF  | Dywanowa | Tina Plivelitsch | 6:3, 6:4 |

## Finały juniorskich turniejów wielkoszlemowych

### Gra podwójna (1)
| Końcowy wynik | Rok  | Turniej         | Nawierzchnia | Partnerka     | Przeciwniczki                  | Wynik finału |
| Zwyciężczyni  | 1997 | Australian Open | Twarda       | Mirjana Lučić | Cho Yoon-jeong Shiho Hisamatsu | 6:2, 6:2     |